# Afhent
Afhent (también valhendu-afhending) fue una forma métrica de composición en la poesía escáldica, se componía de una estrofa larga de dos líneas, la primera a menudo con doce sílabas. Algunos lingüistas la clasifican como una variación de Braghent.